# Половинка, Валерий Валерьевич
Валерий Валерьевич Половинка (22 октября 1995, ст. Ленинградская, Краснодарский край, Россия — 12 августа 2023, Украина) — российский военнослужащий, сержант, командир отделения группы специального назначения 45-й отдельной гвардейской бригады специального назначения Воздушно-десантных войск. Герой Российской Федерации (посмертно, 2023).

## Биография
Родился 22 октября 1995 года в станице Ленинградская Краснодарского края. 
После окончания школы № 13 по месту жительства, поступил учиться в Ленинградский технический колледж, который окончил с получением профессии электромонтёра. 
В 2014 году был призван в Российскую армию. После прохождения срочной службы в Воздушно-десантных войсках, остался служить по контракту. Являлся участником военной операции России в Сирии с 2019 года, куда перебирался в ходе командировки. В своё время служил разведчиком. 
С 2022 года участник вооружённого вторжения России на Украину. Являлся командиром отделения группы спецназа.
Погиб 12 августа 2023 года на Украине по причине взрыва дрона-камикадзе. Похоронен на родине в станице Ленинградской Краснодарского края.

## Звания и награды
- Герой Российской Федерации (Указом Президента Российской Федерации «закрытым» от 8 ноября 2023 года за мужество и героизм, проявленные при исполнении воинского долга, гвардии сержанту Половинке Валерию Валерьевичу присвоено звание Героя Российской Федерации, посмертно)[1][2][3].
- Орден Мужества (27 июня 2022).
- Другие награды.

## Память
- В 2024 году в родной станице Ленинградская, центру единоборств присвоили имя Героя России В. В. Половинки[4].